# 梁鉴堂
梁鉴堂（1898年8月25日—1937年9月28日），字镜斋，直隶省蠡县人（今河北省蠡县人），曾任国民革命军第三十三军第69师第203旅少将旅长。1937年9月28日，在平型关战役中头部中弹陣亡，成为平型关战役中陣亡的最高将士。

## 生平

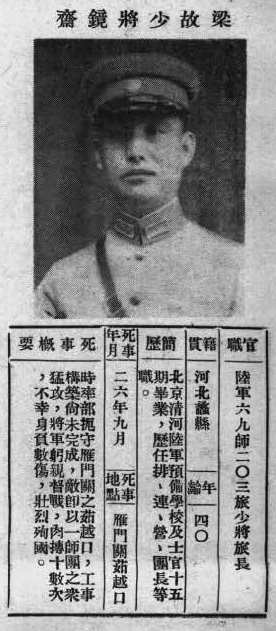
《抗戰軍人忠烈錄》（第一輯）中的梁鏡齋烈士遺像

### 早年
1917年，梁鉴堂入读北京清河陆军预备学校。1920年前往日本，就读于日本士官学校第十三期炮兵科，1922年毕业后加入直系第十五混成旅。1924年10月，北京政变后加入西北军第三军少校参谋后晋升上校炮兵团长。第三军在北伐战争与直奉联军作战时失利，梁鉴堂率部退驻绥远。1926年4月，阎锡山将第三军改编隶属于晋绥军。1929年夏，梁鉴堂晋升为晋绥第二保安纵队第六旅旅长。中原大战阎锡山失败，后张学良于1931年12月11日重新整编晋绥军，梁鉴堂任国民革命军第三十三军第69师第203旅旅长，1935年晋升少将。

### 平型关战役
1937年七七事变后，日军大举攻入中国，进展神速。9月中旬，察哈尔派遣兵团攻占山西大同后，主力沿同蒲铁路（大同至风陵渡）南下，攻向雁门关。第五师团在占领蔚县、广灵、涞源之后亦前往雁门关，准备与察哈尔派遣兵团汇合进攻平型关，向太原推进。平型关古称瓶形寨，周围地形如瓶，在山西繁峙县东北与灵丘县相交界的平型岭下，位于雁门关之东。明朝时是内长城的重要关隘。太原会战时，时任抗日战争第二战区司令长官的阎锡山指挥部队退至内长城的平型关、雁门关、神池一线防守日军。梁鉴堂奉命率部驻守茹越口，茹越口位于繁峙县以北，雁门关和平型关的结合处，位置险要。第203旅下辖三个团：第405团，团长赵陆大；第427团，团长和春澍；第406团，团长温冬生。进攻茹越口的日军为原关东军察哈尔派遣兵团改编的“蒙疆兵团”第15独立混成旅团。9月27日，日军第15独立混成旅团向第203旅427团坚守的茹越口发起进攻，未成。当晚梁鉴堂命405团率一营夜袭日军，未果。28日晨，日军集结3000余人与上骑兵一部配合30余门大炮和9架飞机猛攻茹越口，战至下午1时427团阵地失守，茹越口终被突破。梁鉴堂亲率旅部参谋、副官、随从赴前线鼓舞士气。梁鉴堂登上茹越口东侧一个山头时，被日军以重机枪射中头部颈部三弹，牺牲殉国。梁鉴堂成为平型关战役中牺牲的最高将士。梁鉴堂战死后，平型关守军退路被切断，于10月1日被迫放弃阵地撤离。

## 纪念
1948年，梁鉴堂被列入中華民國國防部史政局編印的《抗戰軍人忠烈錄》（第一輯），书中附有遗像及简单介绍。
2014年9月1日，梁鉴堂被列入中华人民共和国民政部公布的第一批300名著名抗日英烈和英雄群体名录。